# Bouches-de-la-Meuse
Pour les articles homonymes, voir Bouches et Meuse.
1811–1814
Entités précédentes :
- Royaume de Hollande :
- (Département de Maasland)

Entités suivantes :
- Royaume des Pays-Bas :
- (Province de Hollande-Méridionale)

Les Bouches-de-la-Meuse (en néerlandais : Monden van de Maas) sont un ancien département français du Premier Empire, dont le chef-lieu était La Haye. Les sous-préfectures étaient Dordrecht, Flakkee ou Flaqué et Rotterdam et il lui a été attribué le numéro 119 dans la liste des 130 départements français de 1811

## Histoire
Le département est créé le 1er janvier 1811 par un décret du 13 septembre 1810, à la suite de l'annexion du royaume de Hollande le 9 juillet 1810 et fait référence aux embouchures du fleuve de la Meuse. Il succède en grande partie au département hollandais du Maasland.
Il est officiellement supprimé par le traité de Paris en mai 1814.

## Subdivisions

### Liste des arrondissements
Le chef-lieu des Bouches-de-la-Meuse était La Haye. Initialement subdivisées en quatre arrondissements, les Bouches-de-la-Meuse sont, par décret du 21 octobre 1811, redécoupées en six arrondissements :
La HayeCantons : Alphen, Katwick-sur-Rhin, La Haye (quatre cantons) et Voorburg
BrielleCantons : Brielle, Flakkée Goedereede, Sommelsdyck
Dort (Dordrecht)Cantons : Dordrecht (deux cantons), Oud-Beyerland, Ridderkerk Stryen
GorcumCantons : Gorcum, Culembourg et Sliedrecht
LeydeCantons : Leyde (trois cantons), Nordwick et Woubruggen
RotterdamCantons : Delft (deux cantons), Gouda, Haastrecht, Hillegondsberg, Naaldwyck, Rotterdam (quatre cantons), Schiedam et Vlaardingen

## Liste des préfets

Carte de la région indiquant sa division en départements et le département des Bouches-de-la-Meuse en rouge.

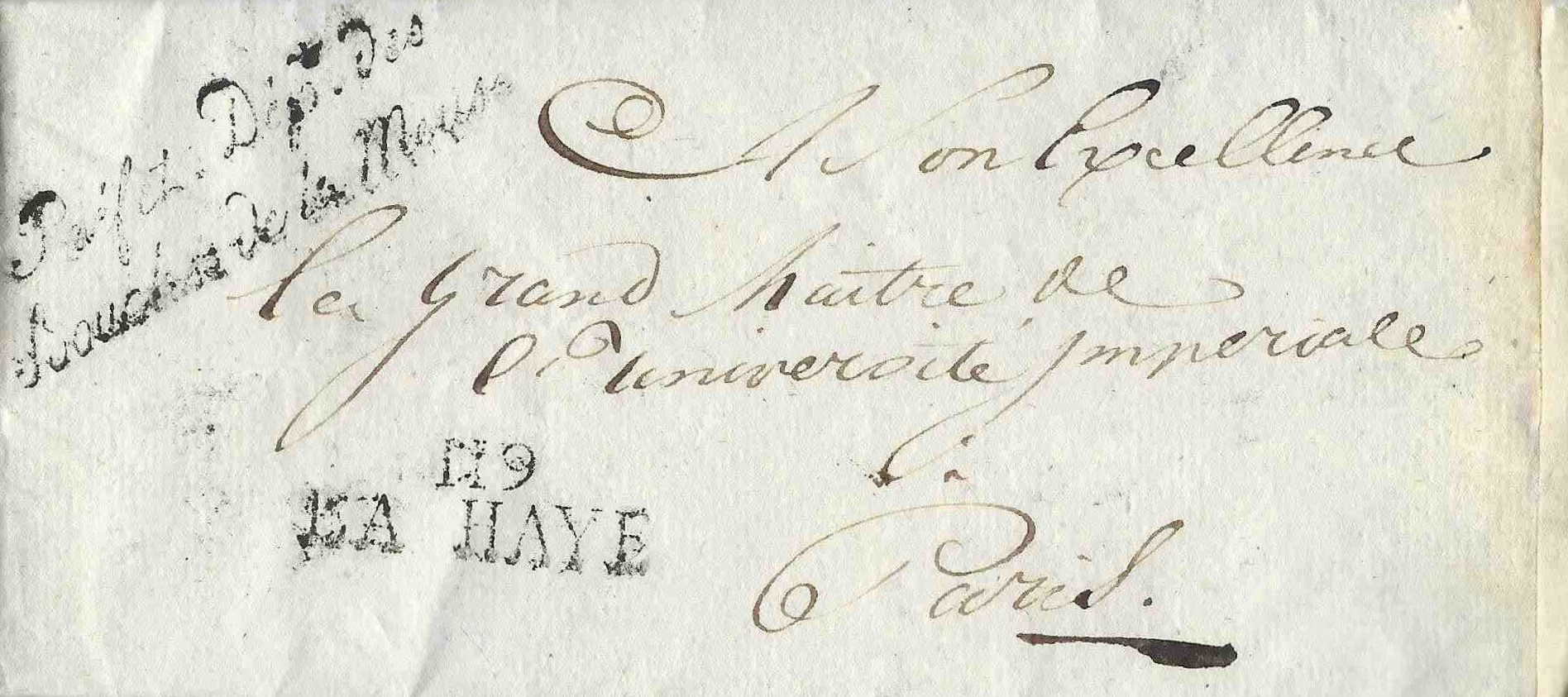
1812 12 30 La Haye Paris

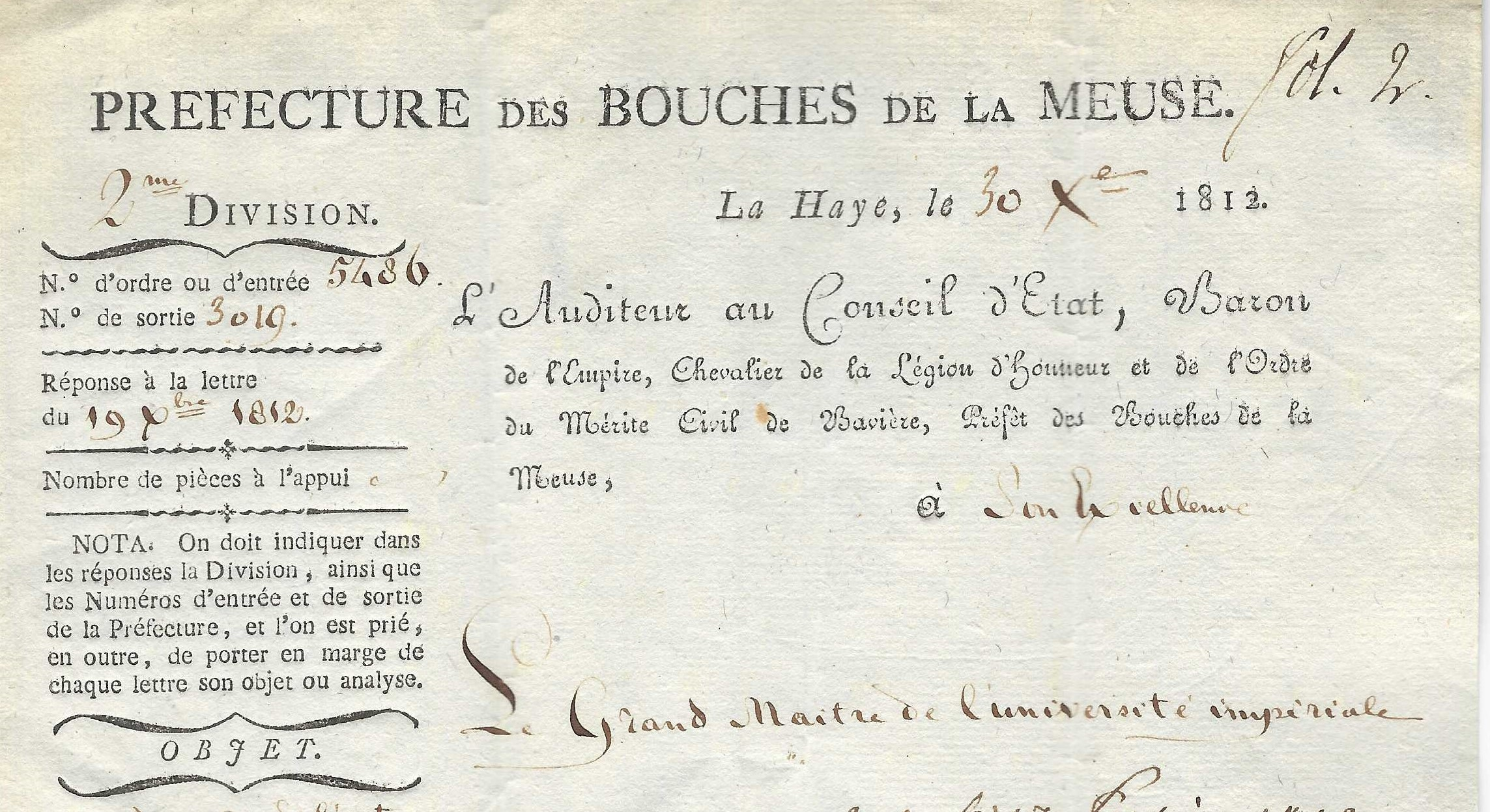
En-tête de lettre du 30 décembre 1812 du préfet du département des Bouches de la Meuse

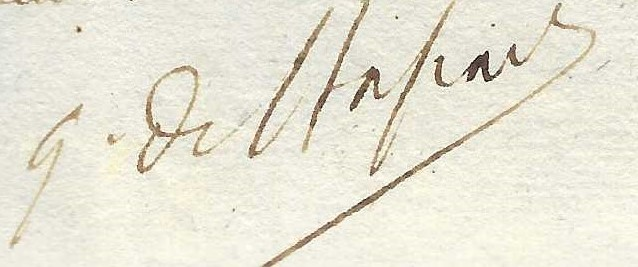
signature De Stassart

| Période | Période | Identité             | Fonction précédente | Observation |
| ------- | ------- | -------------------- | ------------------- | --- |
| 1810    | 1811    | Carel Gerard Hultman | Préfet du Maasland  | Préfet de Vaucluse (1811-1813) préfet des Bouches-de-l'Yssel (1813-1814) commissaire du Roi du Brabant-Septentrional (Royaume des Pays-Bas) (1814-1819) |
| 1811    | 1814    | Goswin de Stassart   | Préfet de Vaucluse  | Membre de la seconde Chambre des États généraux du royaume des Pays-Bas (1821-1830)                                                                     |